# Żupy krakowskie

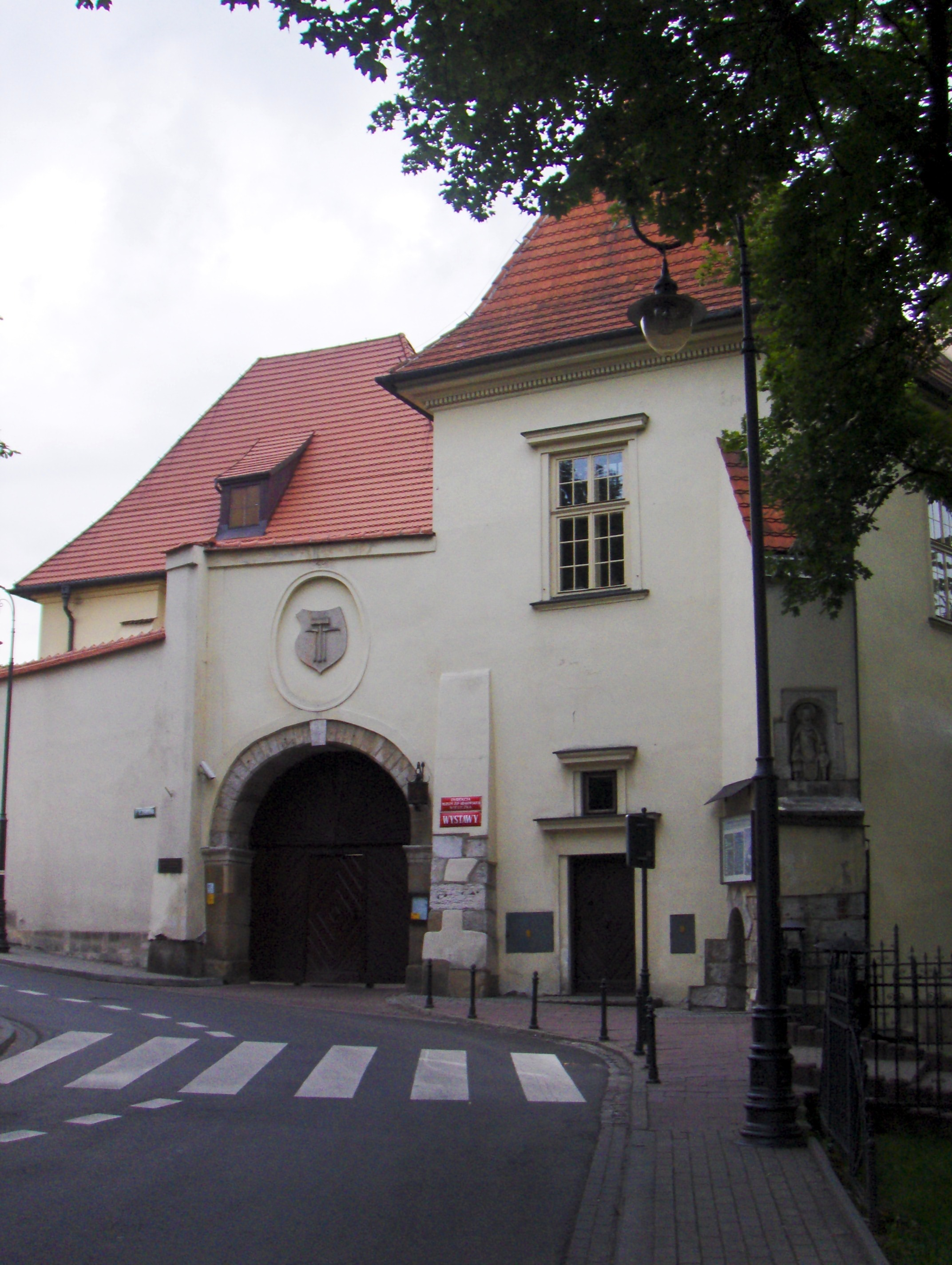
Lâu đài upy krakowskie hoạt động tại Wieliczka, Ba Lan

Żupy krakowskie là một công ty khai thác muối của Ba Lan hoạt động liên tục từ khi thành lập vào thế kỷ 13 đến cuối thế kỷ 20. Nó quản lý các mỏ muối và muối hoạt động ở hai thị trấn lân cận (được gọi chung là Mỏ muối Hoàng gia), Mỏ muối Wieliczka ở Wieliczka và Mỏ muối Bochnia ở Bochnia (quyền thành phố, 1253), cũng như các cảng muối trên sông Vistula và, vào thế kỷ 17, một công trình muối ở Dobiegniewo. Công ty được thành lập vào khoảng năm 1290 bởi Vương triều Ba Lan, do đó khai sinh ra trung tâm công nghiệp lớn nhất châu Âu cho đến thế kỷ 18, theo UNESCO, cả về số lượng nhân viên và khối lượng sản xuất.
Żupy krakowskie hoạt động ("upa" là từ tiếng Ba Lan cổ có nghĩa là mỏ muối) như là một trong những nguồn thu nhập chính của Vương quốc Ba Lan cho đến năm 1772. Trong phần lớn sự tồn tại của nó, nó cũng là một trong những doanh nghiệp khai thác muối lớn nhất trên toàn thế giới cùng với các mỏ muối Alps ở Hallstatt, Hallein, Hall và Berchtesgaden; với sản lượng hơn 30.000 tấn một năm.
Đáng chú ý, lâu đài Żupy krakowskie hoạt động tại Wieliczka là địa điểm của một bảo tàng được thành lập vào năm 1951, bảo tàng này được gọi là Muzeum Żup Krakowskich Wieliczka.